# کورتنای (داکوتای شمالی)
کورتنای(به انگلیسی: Courtenay) شهری در ایالت داکوتای شمالی کشور ایالات متحده آمریکا است که جمعیت آن در سرشماری سال ۲۰۱۰ میلادی، ۴۵ نفر بوده‌است.